# Neding
Der Neding bei Hauenstein im rheinland-pfälzischen Landkreis Südwestpfalz ist ein 336,3 m ü. NHN hoher Berg im nördlichen Wasgau im Pfälzerwald. Auf dem Rückenberg befinden sich zahlreiche Felsformationen des Buntsandsteins, wie der Nedingfelsen mit einem Felsentor. Die Felspartie ist als Naturdenkmal ND-7340-230 im Gemeindegebiet von Hauenstein ausgewiesen.

## Geographie

### Lage
Der Neding liegt im Naturpark Pfälzerwald im nördlichen Teil des Dahner Felsenlands und im Wasgauer Felsenland. Über den Berg und seinen Gipfel verläuft ein Teil der Gemarkungsgrenze der Gemeinden Hauenstein, die direkt südlich des Berges liegt, und Wilgartswiesen, die sich rund 1,5 km (Luftlinie) nordöstlich seines Gipfels befindet. Der Neding verläuft auf etwa 1250 m Länge vom östlichen Queichtal bis zum Bergsattel zum westlichen Mischberg (324 m).

### Naturräumliche Zuordnung
1. Großregion 1. Ordnung: Schichtstufenland beiderseits des Oberrheingrabens
2. Großregion 2. Ordnung: Pfälzisch-saarländisches Schichtstufenland
3. Großregion 3. Ordnung: Pfälzerwald
4. Region 4. Ordnung (Haupteinheit): Wasgau
5. Region 5. Ordnung: Dahn-Annweiler Felsenland

## Felsen und Aussichtsmöglichkeiten
In der Gipfelregion des Neding erstreckt sich ein Felsenband mit ausgeprägten Einzelformationen. Besonders bekannt ist dabei das sogenannte Felsentor. An der Westseite befindet sich der freistehende, als Naturdenkmal ausgewiesene und maximal 12 m hohe Nedingfelsen. Auf ihm steht ein Gipfelkreuz. Vom Felsplateau hat man eine hervorragende Aussicht nach Süden auf Hauenstein und in den südlichen Wasgau, insbesondere zu den nahen Bergen Weimersberg (376,1 m), Hoher Kopf (442,6 m), Benz (369,9 m) und Winterberg (460,8 m) mit den imposanten Felsformationen wie den Burgenhalderfelsen und Kreuzelfelsen, sowie zum Quelltal der Queich und zum Gillenbachtal. Im Norden erkennt man im Nahbereich den Schloßberg (336,9 m) mit der Ruine Falkenburg sowie Berge des Mittleren Pfälzerwaldes bzw. der Frankenweide – wie dem Großen und Kleinen Breitenberg (455,6 und 457 m). Nach Westen blickt man in den Bereich des Südwestlichen Pfälzerwaldes. Ein Ausblick nach Osten ist wegen der Bewaldung des Neding nicht möglich.

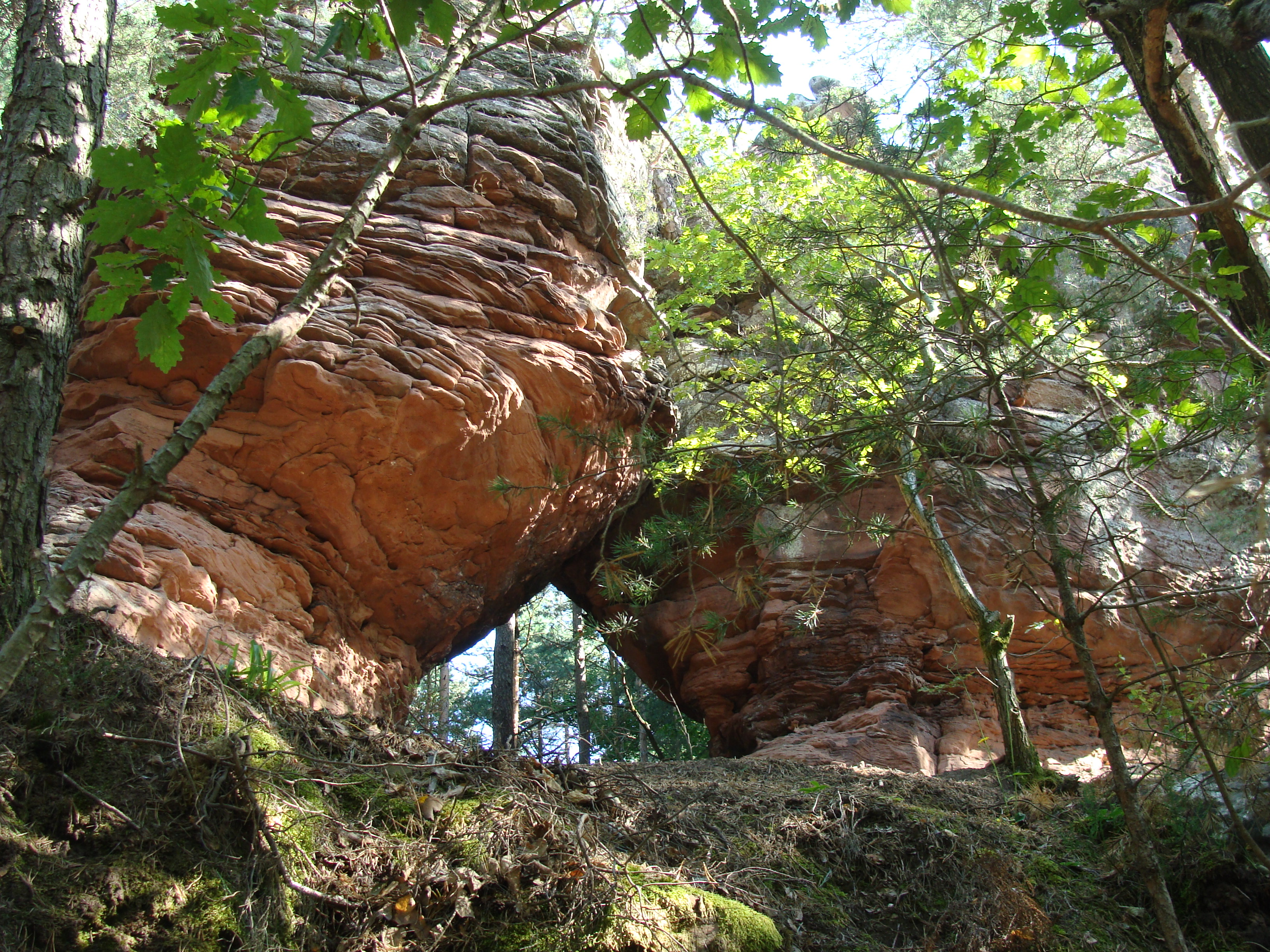
Felsentor

## Verkehr und Wandern
Nördlich vorbei am Neding führt zwischen Bahnhof Hauenstein und Wilgartswiesen die Bundesstraße 10, von der im Westen die südlich des Berges durch Hauenstein verlaufende Landesstraße 495 abzweigt. Von dieser wiederum zweigt in der Ortschaft die Kreisstraße 38 ab, die östlich vorbei am Neding zur B 10 verläuft; somit kann man den Berg umfahren. Nördlich vorbei am Neding führt parallel zur B 10 die Bahnstrecke Landau–Rohrbach mit dem direkt westnordwestlich des Berges liegenden Haltepunkt Hauenstein Mitte. Zum Beispiel an diesen Verkehrsachsen bzw. in Hauenstein oder Wilgartswiesen beginnend kann der Berg letztlich auf (markierten) Waldwegen und -pfaden erwandert werden. Er wird vom Rundwanderweg „Hauensteiner Schusterpfad“ überquert, der vom Deutschen Wanderinstitut als Premiumweg zertifiziert und 2013 eingeweiht wurde.